# 算法设计
算法设计是大学中的一门课程，它属于工学的基础课程。它是数值计算方法的较浅近的版本。

## 基础概念

### 工程计算中误差的概念
- 误差的来源
  - 模型误差
  - 观测误差
  - 截断误差
  - 舍入误差(计算误差)
- 绝对误差
- 相对误差
- 有效数字
- 误差的传播

### 选用算法的若干问题
- 选用标准
- 优劣的比较

## 方程的单根近似解法
- 对分法
- 迭代法
- 牛顿法(切线法)

## 线性方程组的精确解法
- 高斯消去法
- 主元素消去法
- 三角分解法

## 线性方程组的迭代解法
- 简单迭代法
- 赛德尔迭代法
- 超松弛法

## 插值法
- 线性插值法
- 均插插值法
- 等距结点插值法
- 拉格朗日插值法
- 三次样条插值法

## 数值微分
- 用插值多项式求数值导数
- 用三次样条函数求数值导数。

## 数值积分
- 牛顿－柯特斯公式法
- 复化求积公式
- 线性加速法
- 高斯求积法

## 常微分方程初值问题的数值解法
- 欧拉法
- 龙格－库塔方法
- 阿当姆斯方法

## 偏微分方程的差分解法
- 圆型方程的差分解法
- 抛物型方程的差分解法。